# Питирим (Крылов)
Архиепископ Питирим (в миру Порфирий Симеонович Крылов; 26 февраля (10 марта) 1895, Липецк — 19 августа 1937, Москва) — епископ Русской православной церкви, архиепископ Велико-Устюжский и Усть-Вымский.

## Биография
Окончил Тамбовскую духовную семинарию (1917). Состоял вольнослушателем Московской и Казанской академии. В 1919 году пострижен в монашество с именем Питирим. Проходил послушание в Иоанно-Предтеченском монастыре в Казани. В 1921 году рукоположён в сан иеродиакона. В 1922 году рукоположён в сан иеромонаха.
В 1922 году подвергался аресту.
В 1923 году возведён в сан игумена и назначен настоятелем Иоанно-Предтеченского монастыря в Казани.
14 июня 1923 года был арестован. 23 июля 1923 года с него была взята подписка о невыезде. 14 декабря 1923 года приговорён к трём годам лишения свободы. Отбывал ссылку в Соловецком лагере особого назначения. В лагере работал заведующим продуктовым складом. В лагере участвовал в обсуждении «Памятной записки Соловецких епископов» и 6 июня 1926 года вывез записку из лагеря. В том же году возведён в сан архимандрита. Особым совещанием ОГПУ от 19 ноября 1926 года переведён на спецпоселение и до 1928 года находился в ссылке во Владимирской области.
4 июня 1928 года хиротонисан во епископа Волоколамского, викария Московской епархии. В этом же году — епископ Шуйский, викарий Иваново-Вознесенской епархии и управляющий делами Временного патриаршего Священного синода.
С 25 сентября 1929 года — епископ Орехово-Зуевский, викарий Московской епархии. С 17 марта 1931 года — епископ Дмитровский, викарий Московской епархии. 18 мая 1932 года возведён в сан архиепископа с поручением ему управления Московской епархией.
В 1930-е годы проживал в Москве на Бауманской улице в одном доме с митрополитом Сергием. Кафедральным собором, в котором он чаще всего служил, был Дорогомиловский храм.
13 февраля 1933 года освобождён от должности управляющего делами Священного синода. 27 апреля 1934 года освобождён от временного управления Московской епархией. В 1934 году рукоположил в сан архимандрита Гавриила (Игошкина) (будущего святого Гавриила Мелекесского).
9 июля 1934 года награждён крестом на клобук.
С января 1936 года — архиепископ Великоустюжский и Усть-Вымский. 2 апреля 1936 года прибыл в Великий Устюг.
20 июня 1937 года арестован. Содержался в бывшем Архангельском соборе Михаило-Архангельского монастыря, где затем содержался (арестованный осенью 1937 года) и скончался архиепископ Великоустюжский Алексий. По приказу НКВД отправлен для производства следствия в Москву. После ареста в товарном вагоне был привезён в Москву. Почти одновременно с ним были арестованы его братья, проживавшие на родине в Липецке: священник Николай, диакон Серафим и Пантелеимон. Никто из них домой не вернулся.
Был включён по 1-й категории в «Список лиц, подлежащих суду Военной коллегии Верховного Суда Союза ССР» (Москва-Центр и Московская область) от 10 августа 1937 года (подписан Сталиным, Молотовым, Кагановичем и Ворошиловым), 19 августа 1937 года Военной коллегией приговорён к расстрелу по обвинению в «связях с троцкистами и участии в террористической фашистской организации церковников»; приговор приведён в исполнение в тот же день, прах захоронен в общем захоронении на территории Донского крематория.
Утверждения о расстреле с группой духовенства в Великом Устюге и захоронении там же не являются достоверными.
Реабилитирован посмертно.